# Potápěčská maska

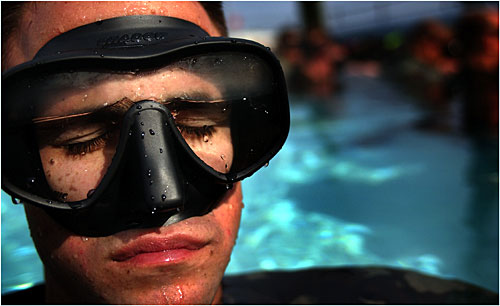
Jednozorníková maska

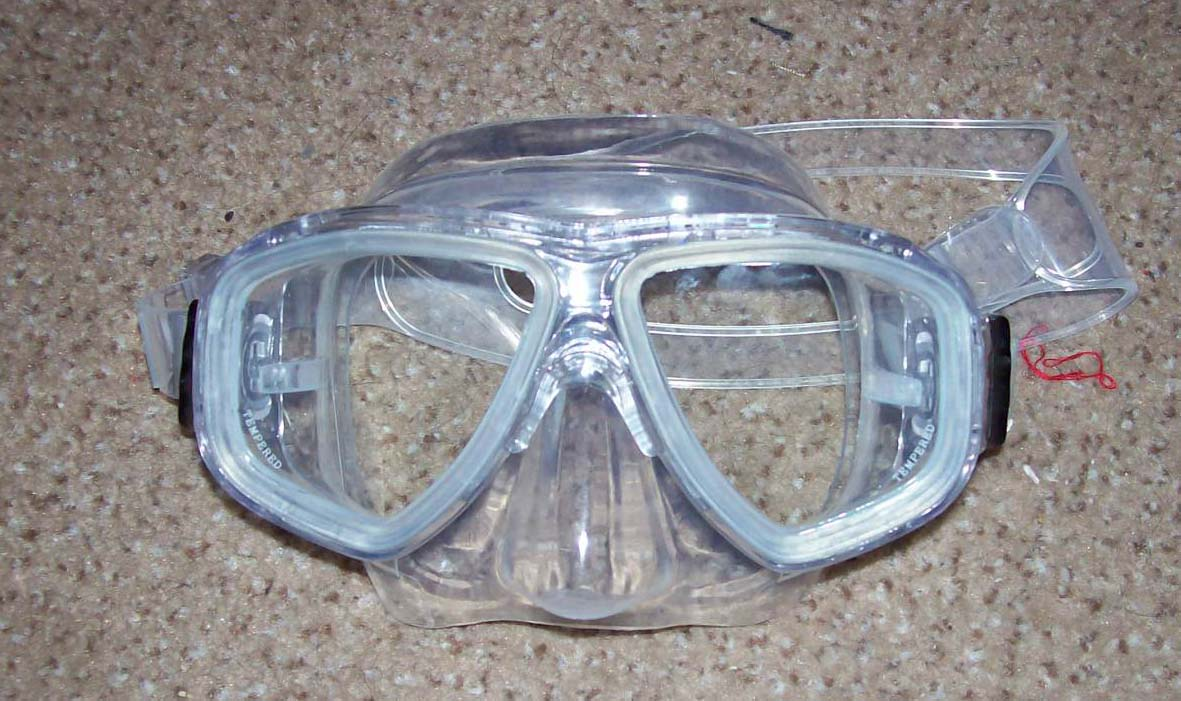
Dvouzorníková maska

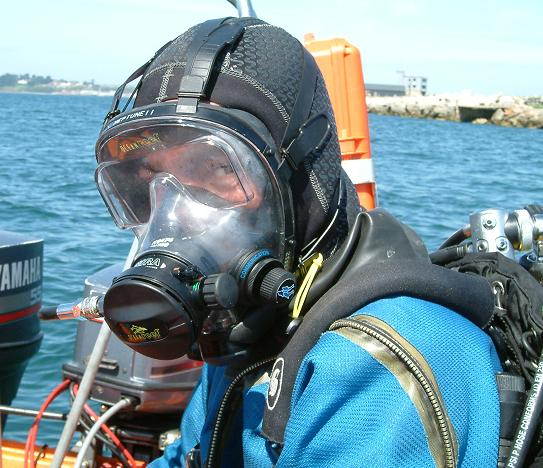
Celoobličejová maska

Potápěčská maska (nesprávně také potápěčské brýle) je součást základního vybavení potápěče nebo šnorchlaře. Skládá se z těla masky z měkké gumy nebo silikonu, ve kterém je vpředu vsazený rovný průzor (zorník). Na tvář potápěče dosedá lícnice se zdvojeným okrajem, která brání vnikání vody do vnitřního prostoru masky. Část masky, která je v kontaktu s pokožkou potápěče je většinou právě ze silikonu, protože ten nevyvolává alergické reakce. Nastavitelný gumový pásek drží masku na hlavě. Jsou zásadní rozdíly mezi potápěčskou maskou a plaveckými brýlemi. Plavecké brýle chrání oči hlavně před chlorovanou vodou bazénů. Od masky se brýle liší malými očnicemi, jednoduchým upínacím páskem a hlavně chybějící kapsou pro nos (nosním kompenzátorem).

## Konstrukce masky
Potápěčská maska se vyznačuje především:
- Zorníkem z tvrzeného skla. Vrstvená, lepená skla jsou velice odolná proti rozbití. Zorníky z plastu jsou sice nerozbitné, ale snadno se poškrábou.
- Prostorem pro nos (nosním kompenzátorem), který umožňuje potápěči vyrovnávat tlak uvnitř masky
- Zdvojeným těsnicím okrajem
- Děleným upevňovacím páskem

Maska umožňuje potápěči ostré vidění pod vodou. Lidské oko je přizpůsobeno přechodu světla ze vzduchu, nikoli z vody. Pokud přijde oko do styku přímo s vodou (opticky hustším prostředím, než je vzduch) nedokáže oční čočka odlišný index lomu vyrovnat. To se odstraní právě použitím masky se vzduchovou kapsou před obličejem. Lom světla na rozhraní mezi maskou a vodou způsobuje společně se vzduchovou kapsou před očima zvětšení pozorovaného obrazu. Proto vypadají předměty pozorované asi o 30 % větší a vzdálenosti působí o 25 % menší, než ve skutečnosti. Lidé, kteří nosí brýle používají někdy upravené dioptrické masky. Sklo průzoru může být vybroušené, případně jsou do masky dodatečně vlepeny čočky.

## Provedení potápěčských masek
Podle konkrétního využití jsou k dispozici různá provedení masek:
- Běžné masky mají jediný, nedělený zorník
- Masky pro nádechové potápění mají zmenšený objem. S takovou maskou potápěč potřebuje méně vzduchu pro vyrovnání tlaku.
- Masky s děleným (dvojdílným) zorníkem. Umožňují menší vzdálenost skla od oka a tím širší zorné pole. Mohou mít menší vnitřní objem a vyžadují také méně vzduchu pro vyrovnání tlaku. Snáze se přizpůsobí tvaru hlavy a jsou pohodlnější. Lze je snadno upravit jako dioptrické.
- Panoramatické masky mají přídavné průzory na bocích a nabízejí tím potápěči rozšířené zorné pole. Využívají se při fotografování pod vodou, protože je snazší rozeznat tvář fotografované osoby.
- Celoobličejové masky využívají především profesionální potápěči při potápění ve studené nebo zakalené vodě. Protože náustek dýchacího přístroje je upevněn přímo na masce, je možné zabudovat do masky také dorozumívací soupravu.

## Výběr správné potápěčské masky
Po přiložení masky na obličej bez upevnění páskem a nadechnutí nosem se musí maska udržet na obličeji. Taková maska má vhodný tvar i velikost. Upevňovací pásek nesmí být příliš krátký, jinak se deformuje tělo masky. Masky prostě musí pohodlně a spolehlivě sedět na obličeji. Každá maska je jiná, je nutné vyzkoušet více typů. Zvláště důležité je zkoušení před nákupem pro ženy, které mají drobnější obličej. Především při přístrojovém potápění je důležitá možnost pod vodou vyrovnat rozdíl tlaku vody a tlaku uvnitř masky. To je umožněno vydechováním vzduchu nosem.